# Valentin Galotchkine
 (juillet 2016).
Valentin Andreïévitch Galotchkine (en russe : Валенти́н Андре́евич Га́лочкин ; en ukrainien : Валентин Андрійович Галочкін, Valentyn Andriïovytch Halotchkine) est un sculpteur soviétique, ukrainien et russe. Il est né le 22 novembre 1928 à Dnipropetrovsk (République socialiste soviétique d'Ukraine, URSS) 22 novembre 1928 et mort le 3 novembre 2006 à Moscou (Russie).

## Biographie
Valentin Galotchkine est né le 22 novembre 1928 à Dnipropetrovsk, en Ukraine. Son père Andreï Andreïévitch Galotchkine, un Russe né dans la région de Kalouga, a travaillé comme directeur de cantine puis comme modeleur et chef d'équipe des formateurs. Sa mère, Olga Grigorievna Libermann, juive, née à Tchiguirine en Ukraine, travaillait comme comptable.
Pendant la Seconde Guerre mondiale, la famille fut évacuée dans la région de Krasnodar, puis en Ouzbékistan. En 1944, la famille revint à Dnipropetrovsk. De 1944 à 1949, Valentin Galotchkine étudia à l'école des arts de Dnipropetrovsk auprès du professeur Jiradkov. De 1949 à 1955, il continua ses études dans le domaine de la sculpture au sein de l'institut des Beaux-Arts de Kiev, où son professeur préféré est Max Issaïévitch Guelman (ru).
Son œuvre de diplôme, Fondeur d'acier (1956), fut très appréciée par la commission d'examen de l'institut, qui en fit faire un exemplaire en bronze acquis la même année par le ministère de la Culture de l'URSS pour être exposée au musée artistique d’État de Lvov (Ukraine). Après ses études, Valentin Galotchkine est nommé sculpteur principal du complexe de la culture de Kiev où il travaille jusqu'en 1959. Pour son travail Hiroshima (1957), Galotchkine est nommé à l'âge de 29 ans le Prix Lénine, la récompense la plus élevée en Union soviétique (qui revient toutefois cette année-là à Sergueï Konionkov).
Peu après, la carrière du jeune sculpteur ralentit à cause de conflits avec la direction du parti communiste. Valentin Galotchkine refuse d'entrer au Parti et de soutenir la propagande officielle. 
En 1968, il est lauréat du prix du festival des jeunes artistes à Vienne. Dans les années 1960 et 1970, il visite la Grande-Bretagne, la France, la Grèce et l'Égypte. 
En 1986, à cause de la Catastrophe nucléaire de Tchernobyl, le sculpteur déménage avec sa famille de Kiev à Moscou. En 1991, après la dislocation de l'URSS, Valentin Galotchkine fut, comme de nombreux autres artistes, dans une situation financière difficile et dut vendre ses anciennes œuvres pour vivre.
Il émigra en Allemagne, d'abord à Wismar en 1999 puis en 2000 à Hambourg. En 2002, la santé du sculpteur s'aggrave. Il meurt le 3 novembre 2006 d'une maladie du cœur lors son voyage à Moscou et est enterré le 8 novembre 2006 dans le cimetière de Nakhabino (en) en Russie.

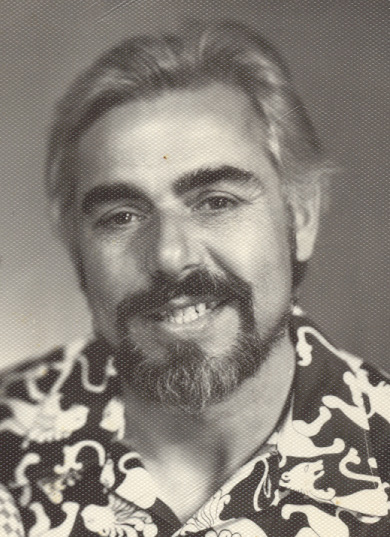
Valentin Galotchkine en 1980

## Style
Ses premières œuvres, dont son travail de fin d'études, Fondeur d'acier (1956), ont été exécutées dans le style du réalisme socialiste, dans les traditions de Vera Moukhina, Ivan Chadr et Serguei Merkurov. Sa première œuvre à avoir remporté un grand succès en Union soviétique, Hiroshima (1957), est consacrée aux victimes du bombardement atomique de la ville d'Hiroshima pendant la Seconde Guerre mondiale. 

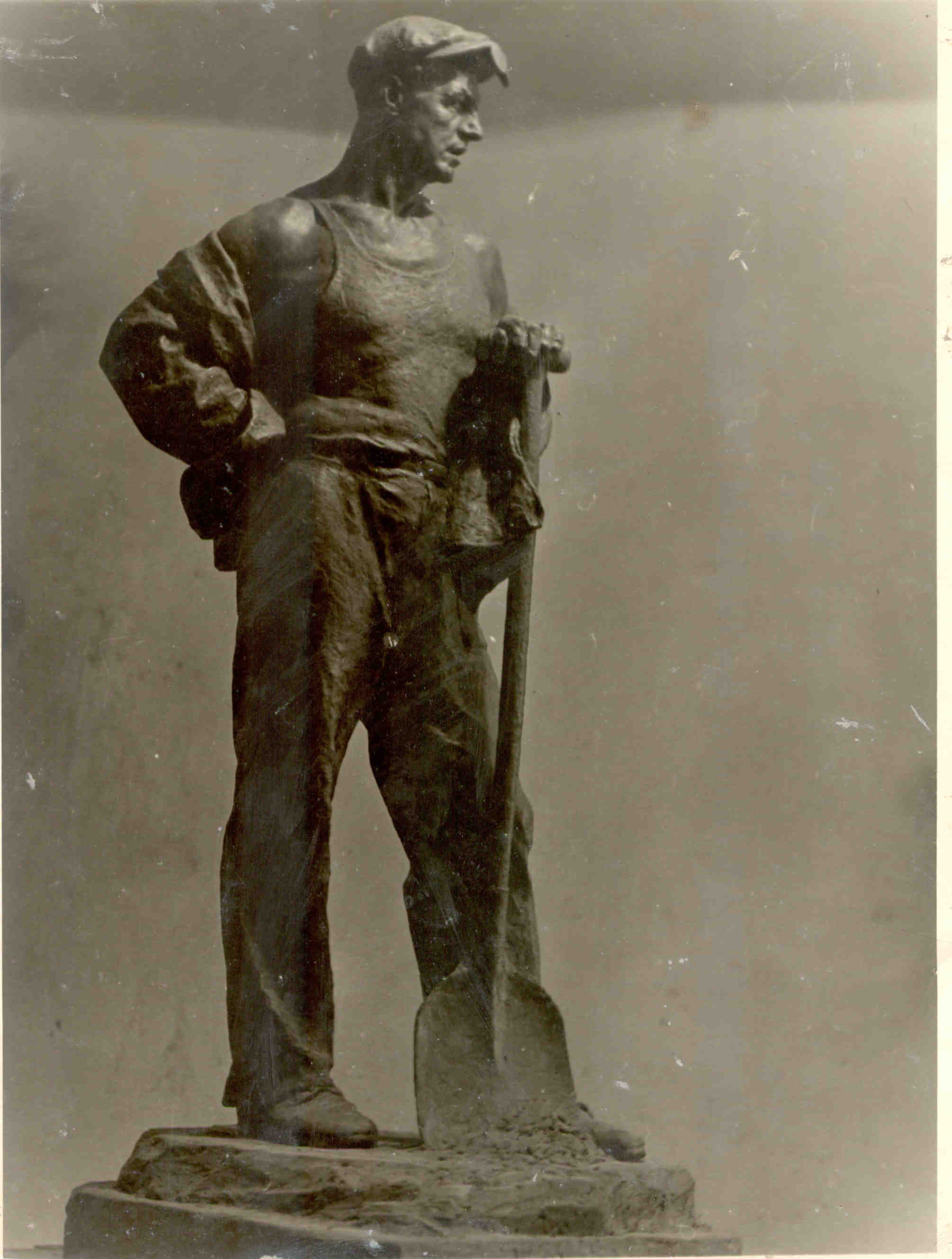
Fondeur d'acier, 1956
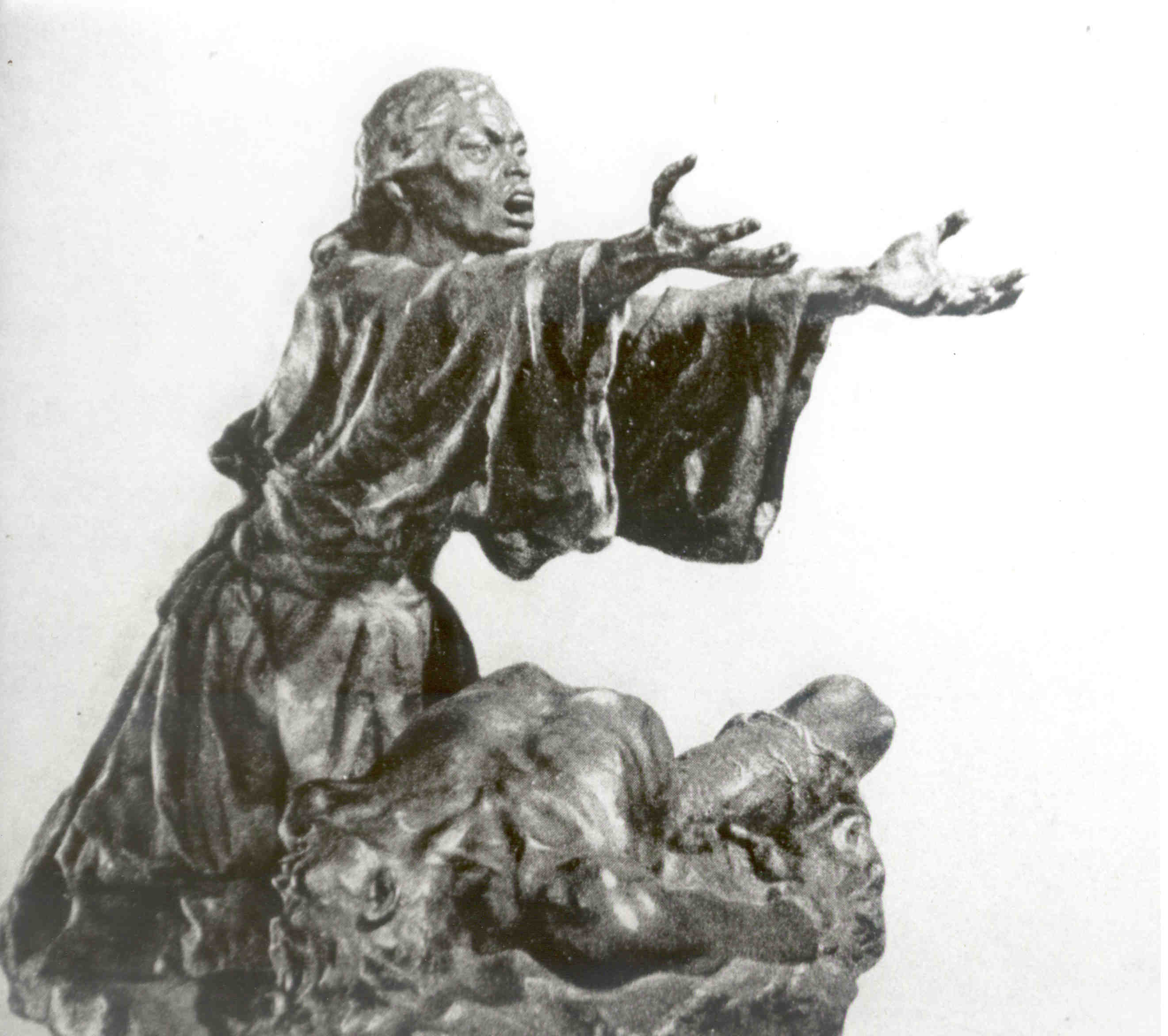
Hiroshima, 1957
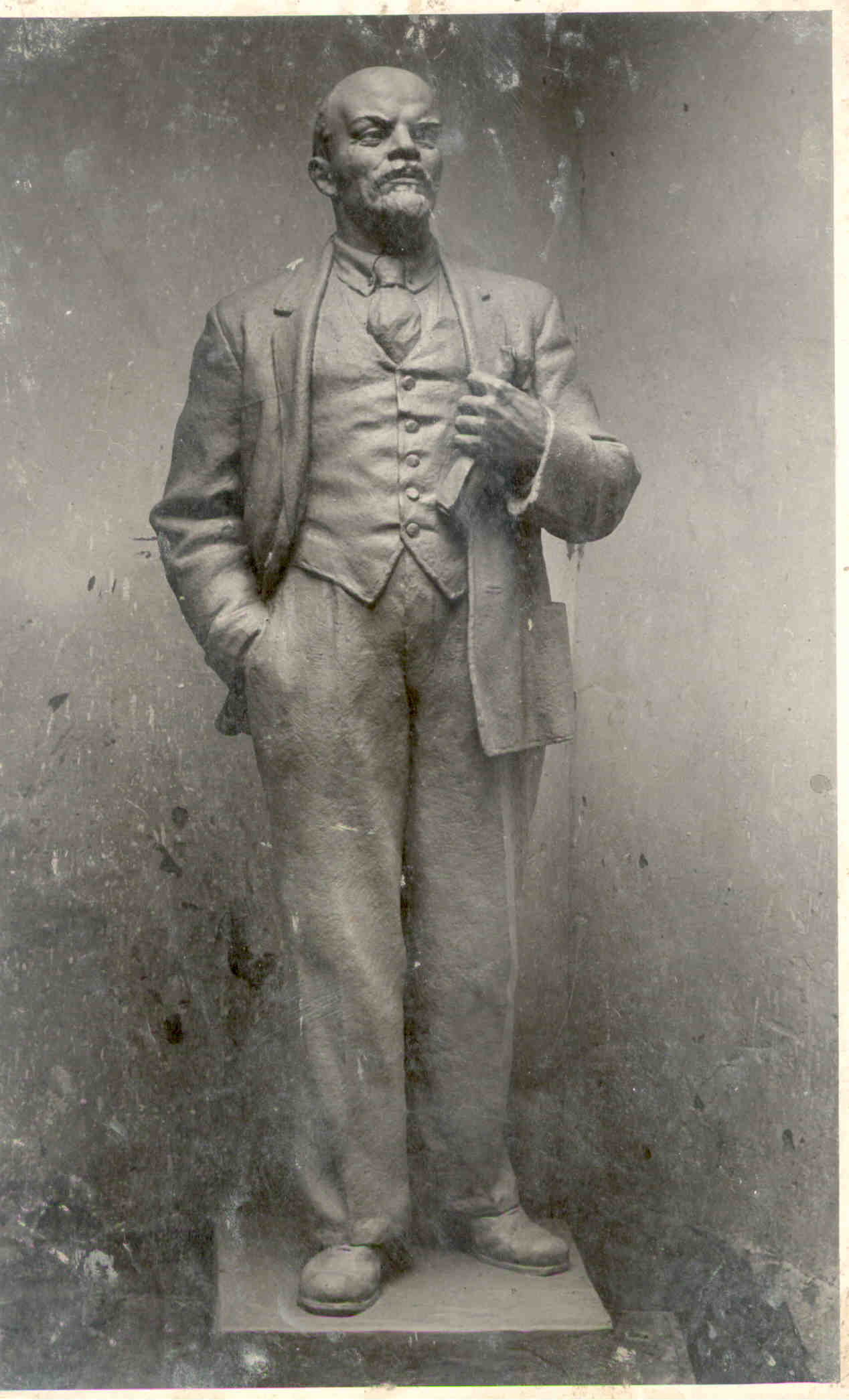
V. I. Lénine, 1960

De 1957 à 1991, Galotchkine créa une dizaine de monuments en l'honneur de Lénine et d'autres dirigeants politiques de l'URSS. Mais le sculpteur ne percevait jamais ces commandes d’État — qui servaient les buts de la propagande communiste — comme un travail de créateur. Galotchkine était, au début de sa carrière, déçu par les principes du réalisme socialiste. 
Il s'intéressait beaucoup à l'art de l'Égypte antique, de la Grèce, des Khmers et d'Assyrie. Il fut aussi influencé par l'art occidental (européen et américain) et s'inspira profondément de l'œuvre de Michel-Ange, Auguste Rodin, Antoine Bourdelle, Aristide Maillol, Alberto Giacometti, Henry Moore, Ossip Zadkine, etc.
La plupart des œuvres de Galotchkine ont été consacrées à la Seconde Guerre mondiale qu'il voyait différemment de la propagande officielle communiste. Il représentait les malheurs et les douleurs que la guerre amenait au peuple et à chaque homme. Son œuvre, Partant pour le front (1957), faite en bois, montre le dernier baiser du soldat qui dit adieu à sa femme. Dans son œuvre Victime (1964), une forme humaine apparaît comme une brèche dans la pierre solide, comme si elle avait été formée par un éclat d'obus. L'être humain disparu y laisse une trace semblable à une silhouette suspendue dans les airs. Son monument aux victimes du Massacre de Babi Yar, Babi Yar (1964), montre une femme enceinte coupée en deux, un symbole pour les exécutions terribles de juifs qui eurent lieu à Kiev en 1941. Son monument Veuves (1975) représente une jeune femme et une femme plus âgée (la mère et l'épouse) qui tiennent éternellement le casque du soldat péri. Dans son œuvre Portes du chagrin (1976), deux femmes portent le poids d'une lourde perte, comme des atlantes. Monument au village brûlé (1976) représente une jeune fille entourée par les flammes.

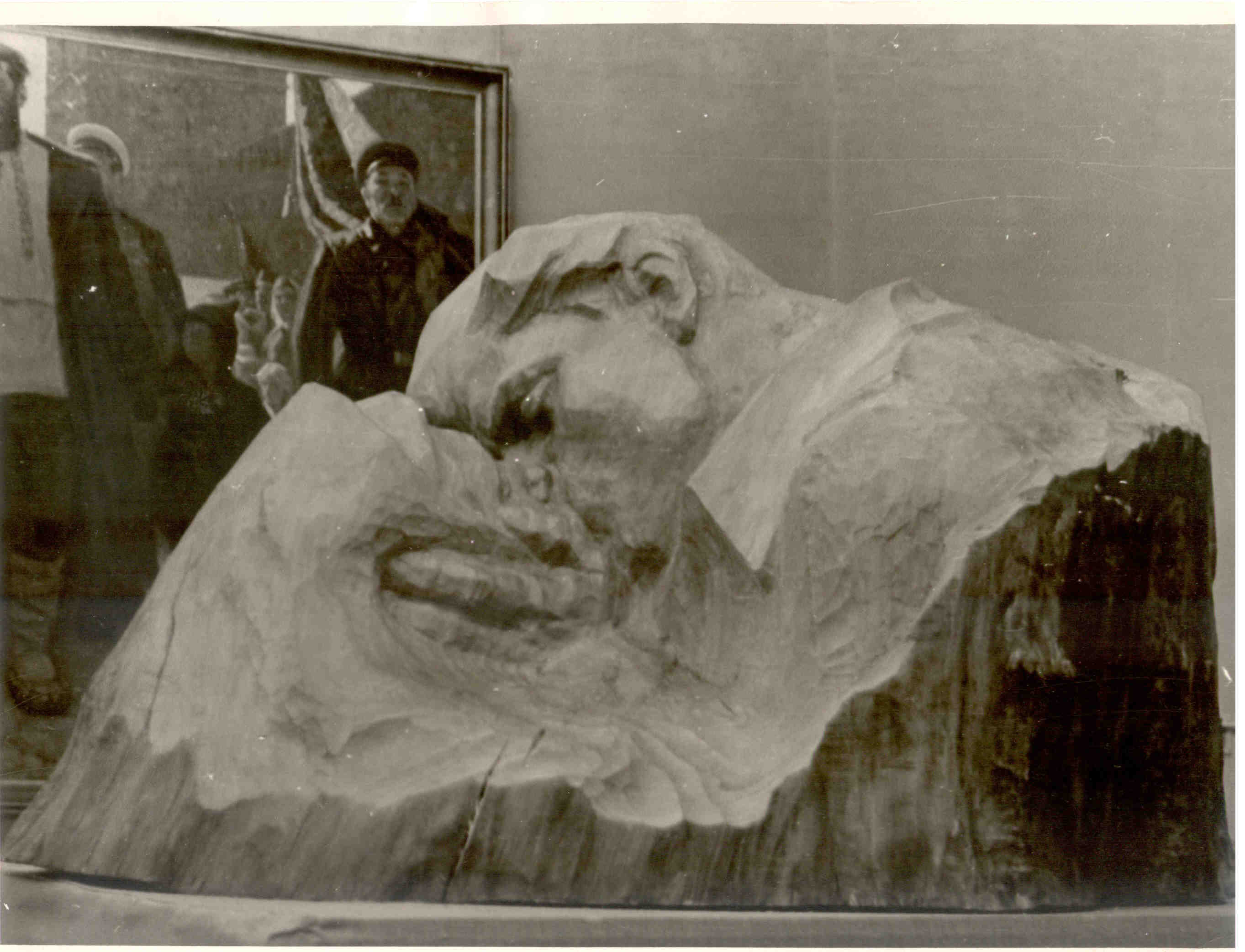
Partant pour le front, 1957
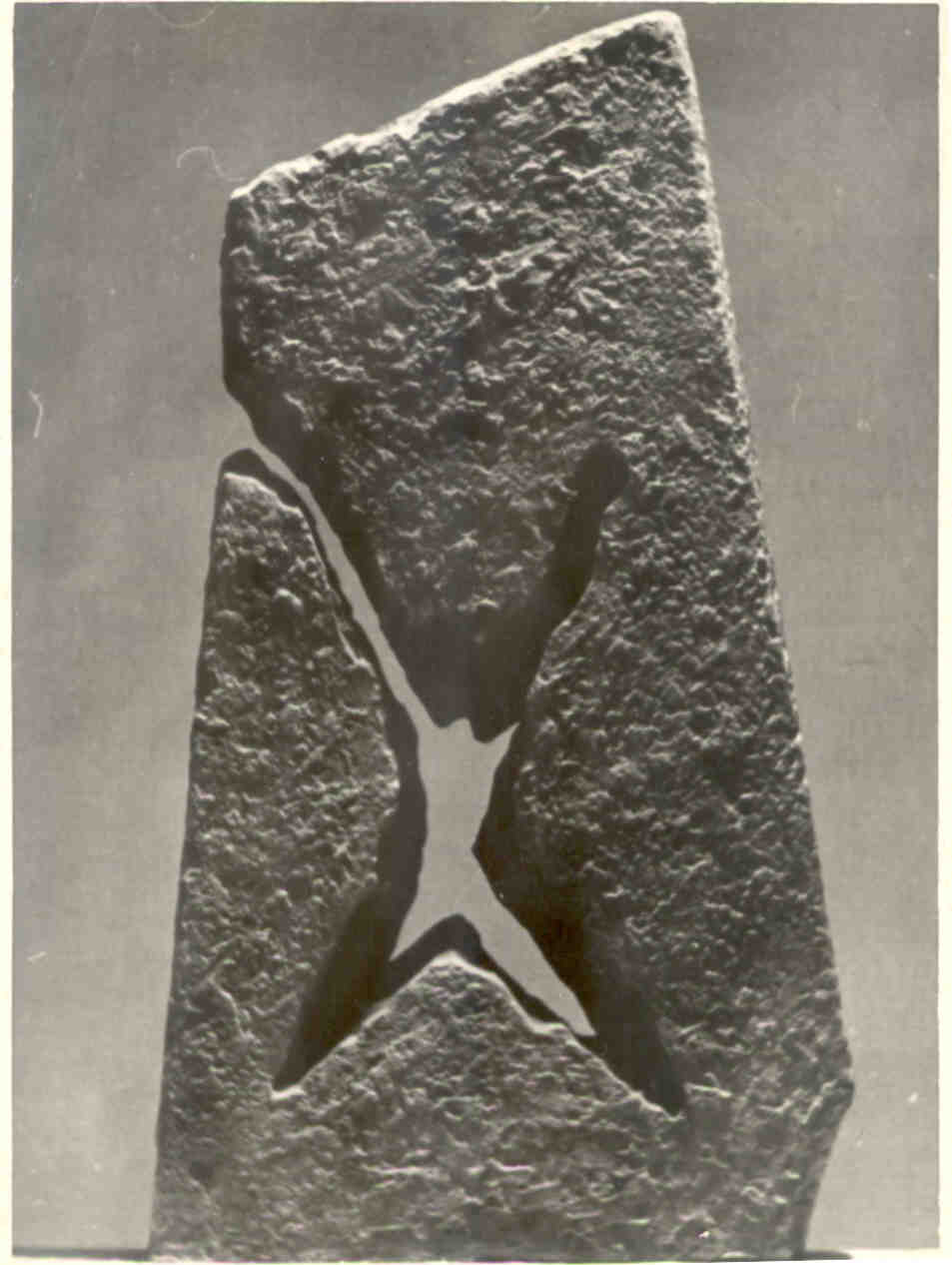
Victime, 1964
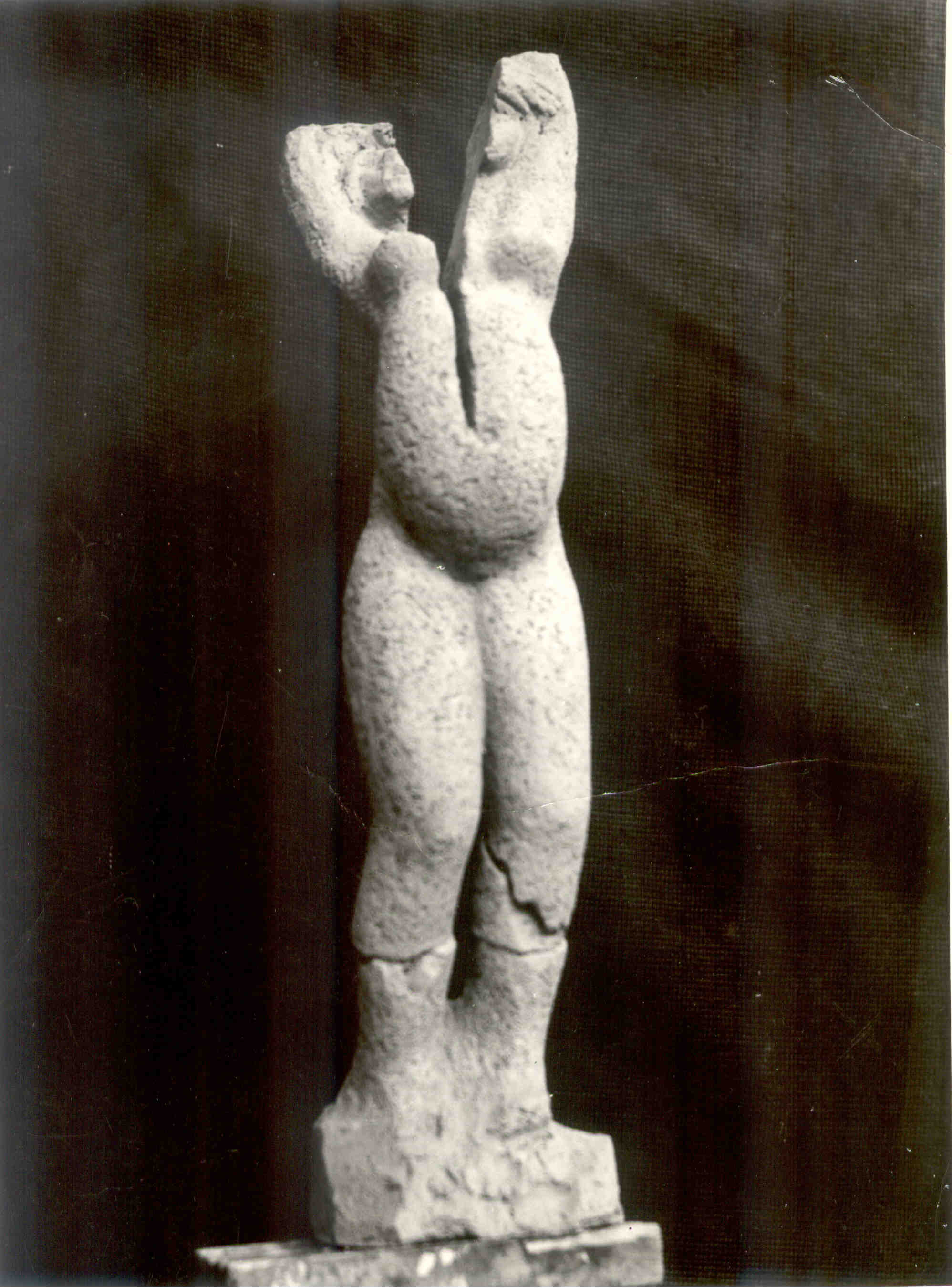
Babi Yar, 1964
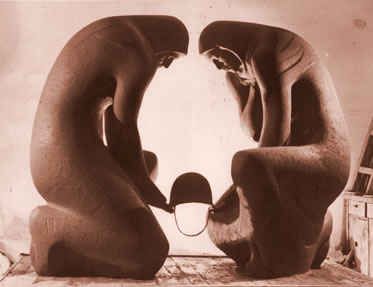
Veuves, 1975
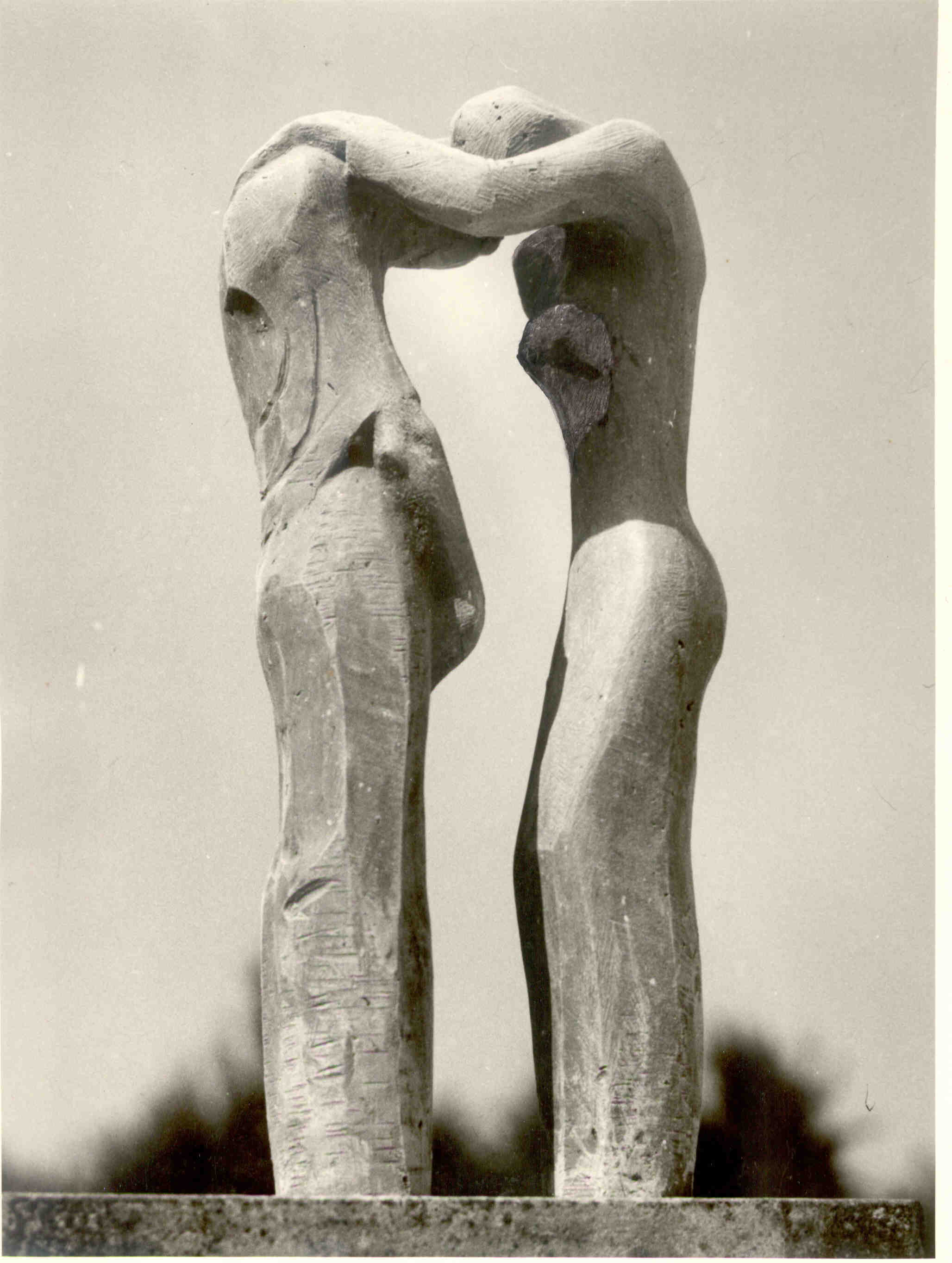
Portes du chagrin, 1976
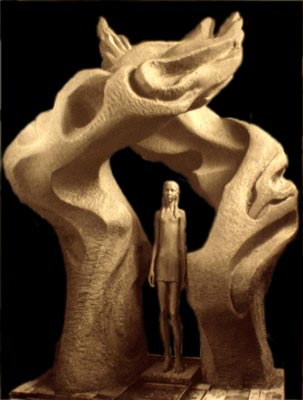
Monument du village brûlé, 1976

Un thème fréquent dans les œuvres de Galotchkine est la figure féminine. Beaucoup d'études et de travaux représentant des femmes de manière réaliste ont été perdus. Le sculpteur passa graduellement d'une représentation réaliste du nu féminin à des représentations symboliques. Dans les travaux Reine (1965), Fleuve (1970) et Violoncelliste (1975), la figure d'une femme a un style qui se transforme vers un jeu de silhouettes, un « dessin de l'air » et des volumes.
La forme géométrique de l'ellipse a une grande importance dans l'œuvre de Galotchkine, le sculpteur y voit en effet un début de composition et d'harmonie. Ses sculptures Torse (1969 et 1975) se transforment en formes harmoniques.

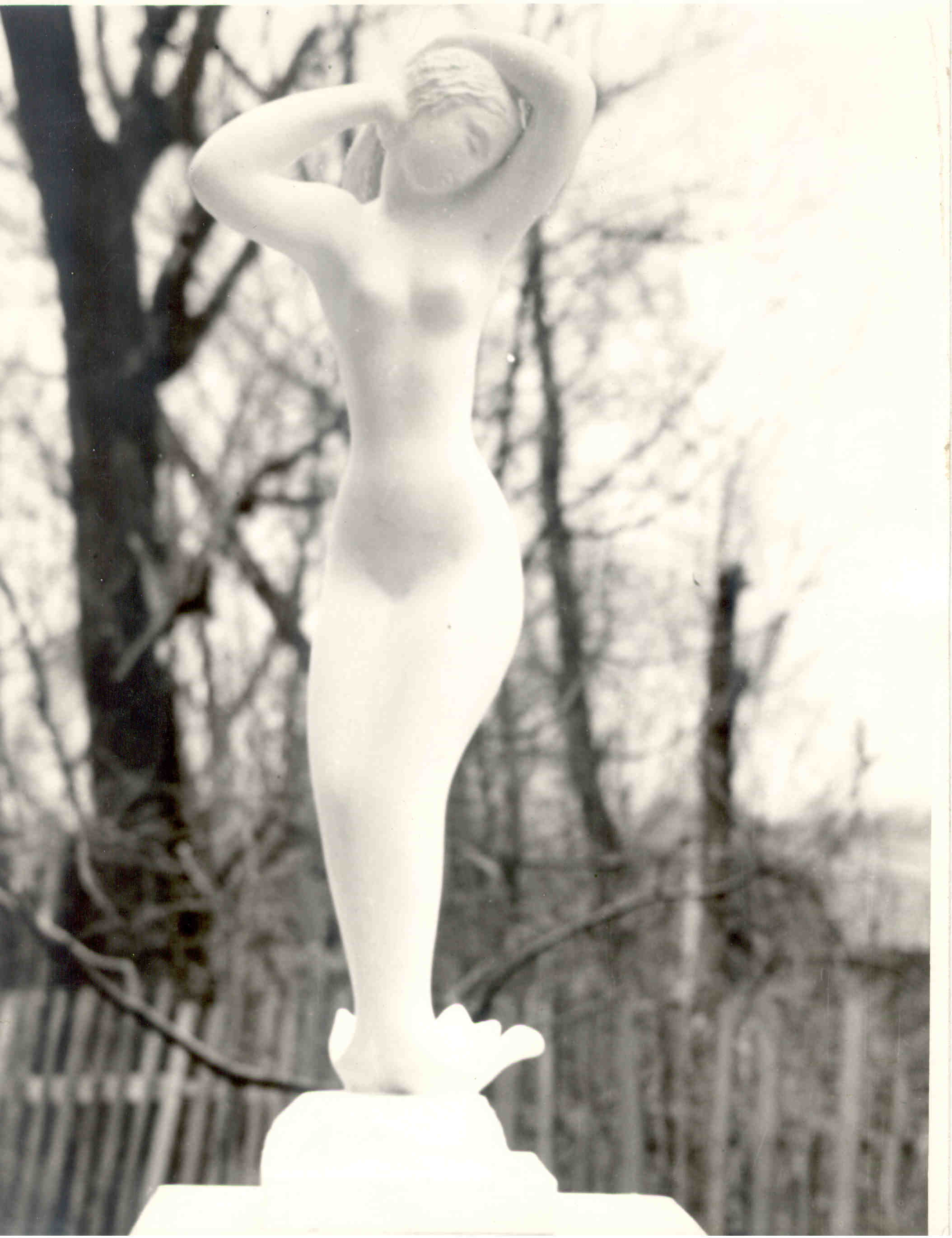
Roussalka, 1975
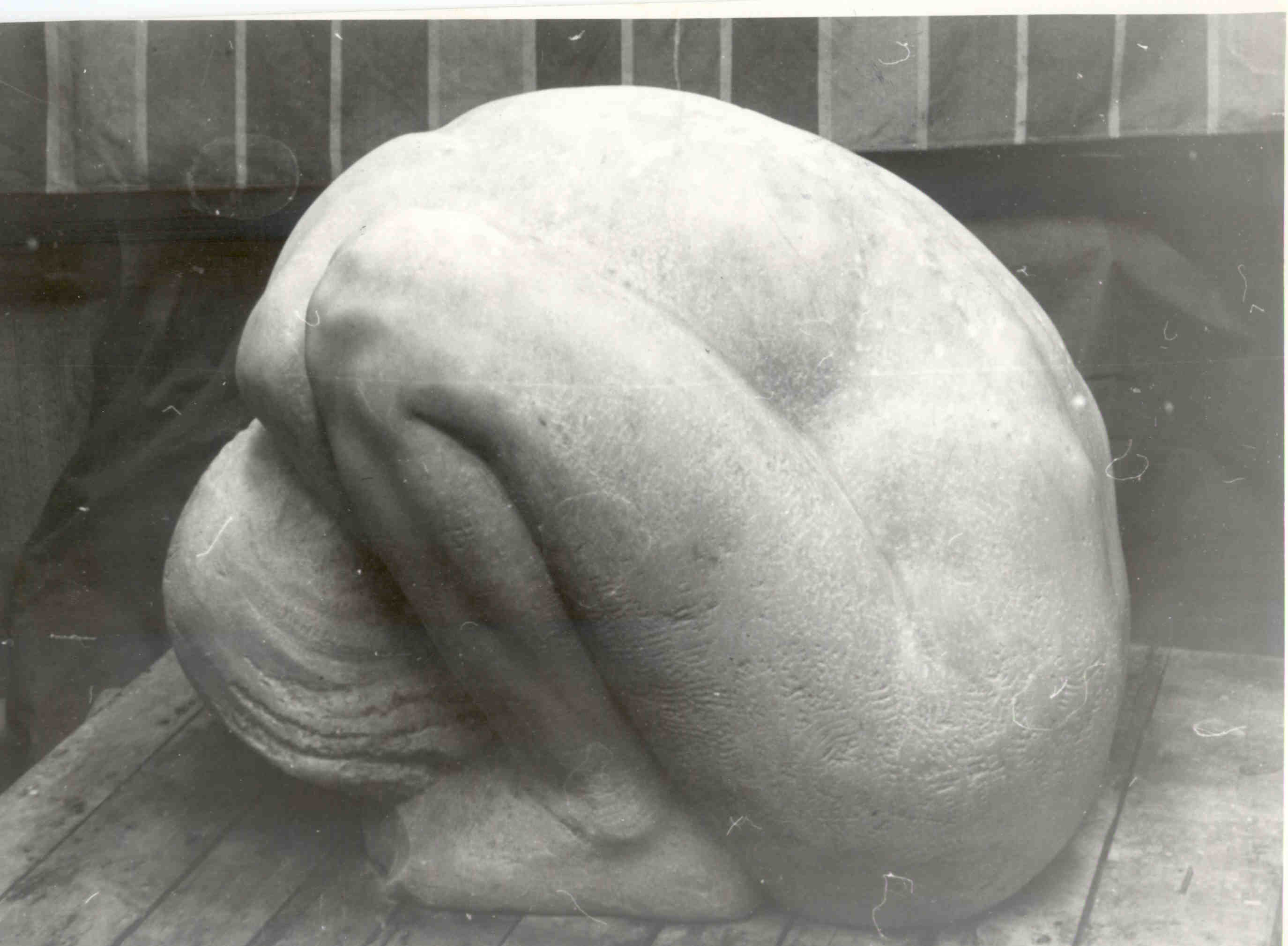
Étude (Esclavage), 1965
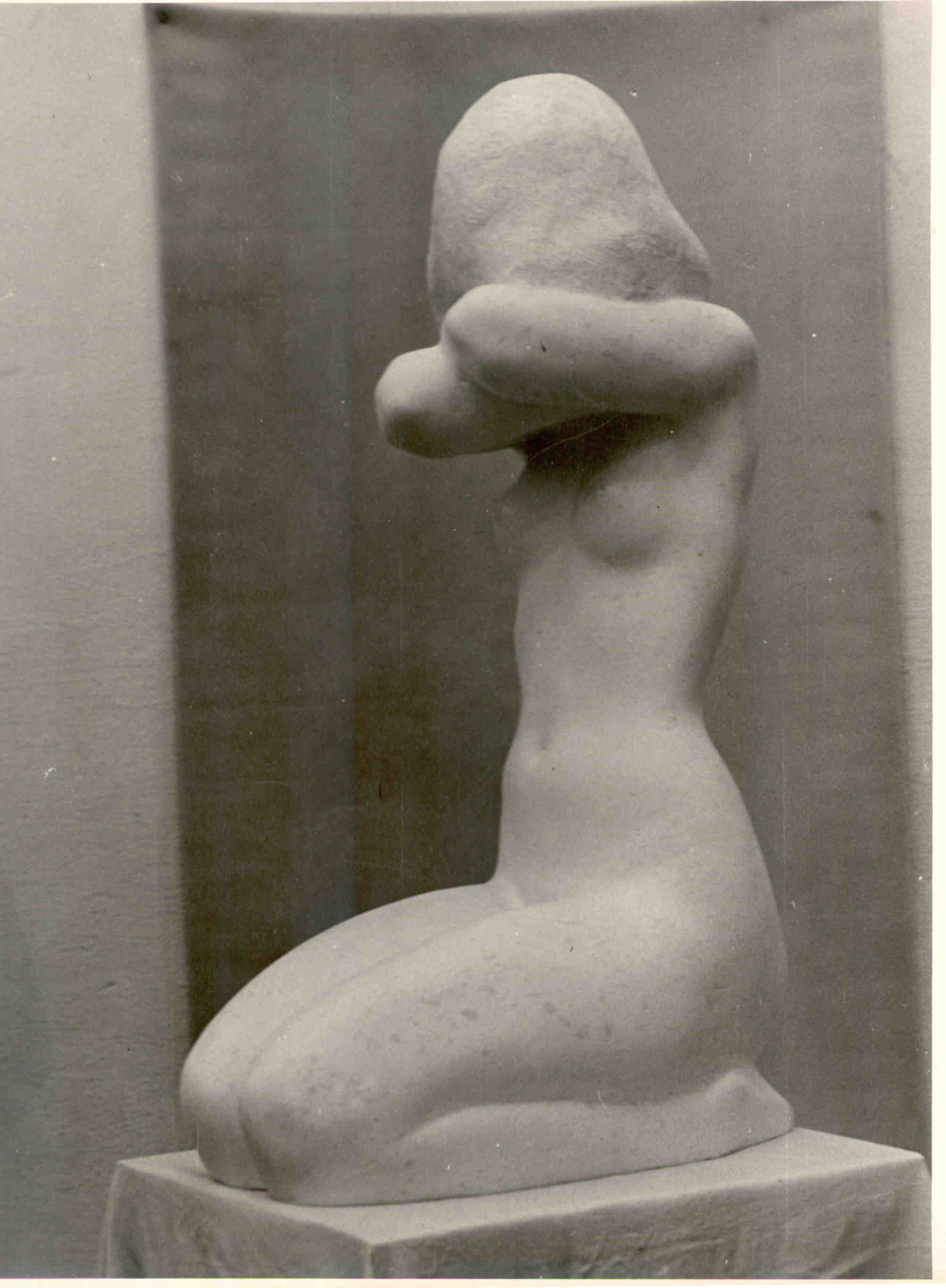
Étude Printemps, 1975
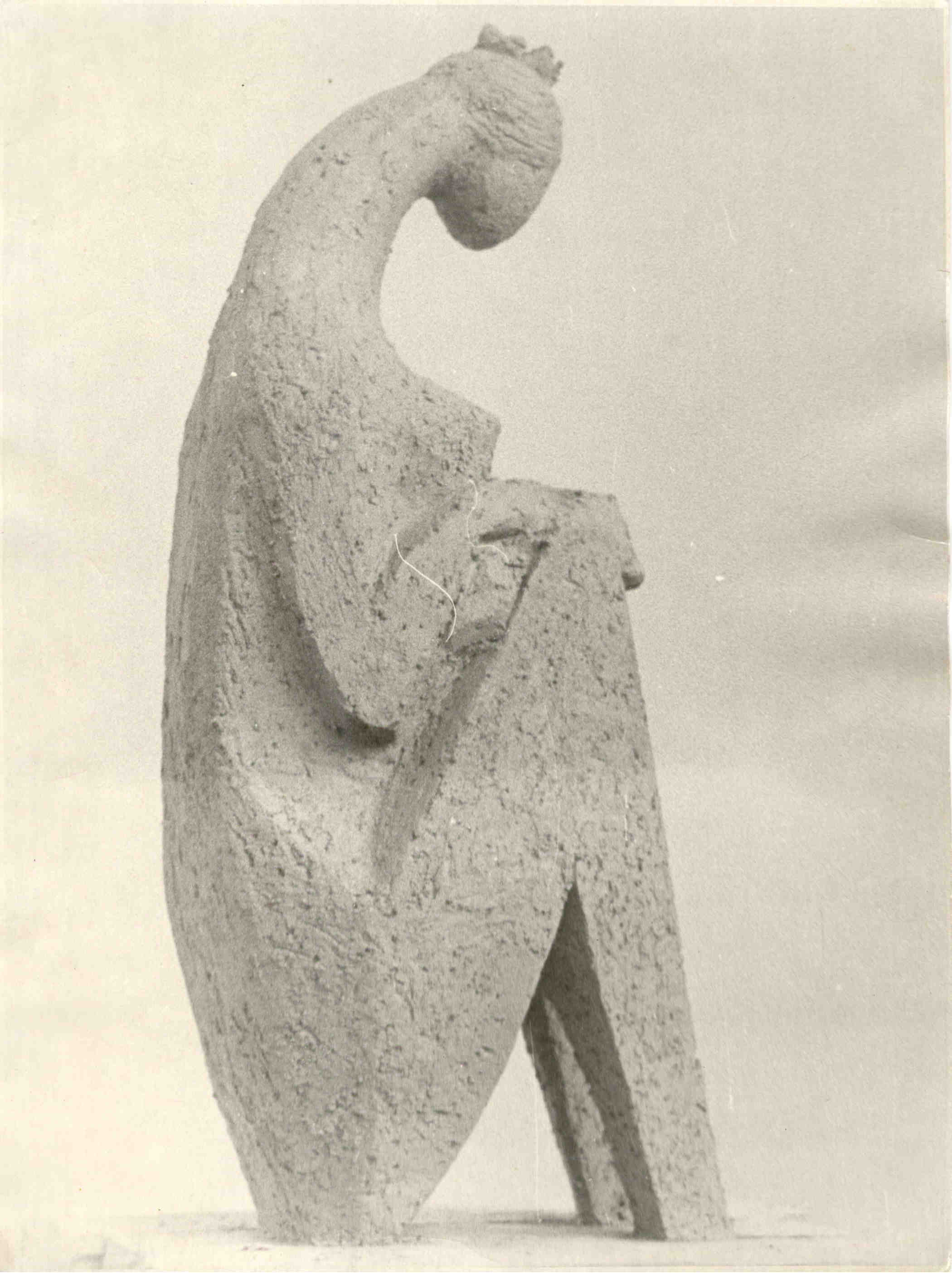
Reine, 1965
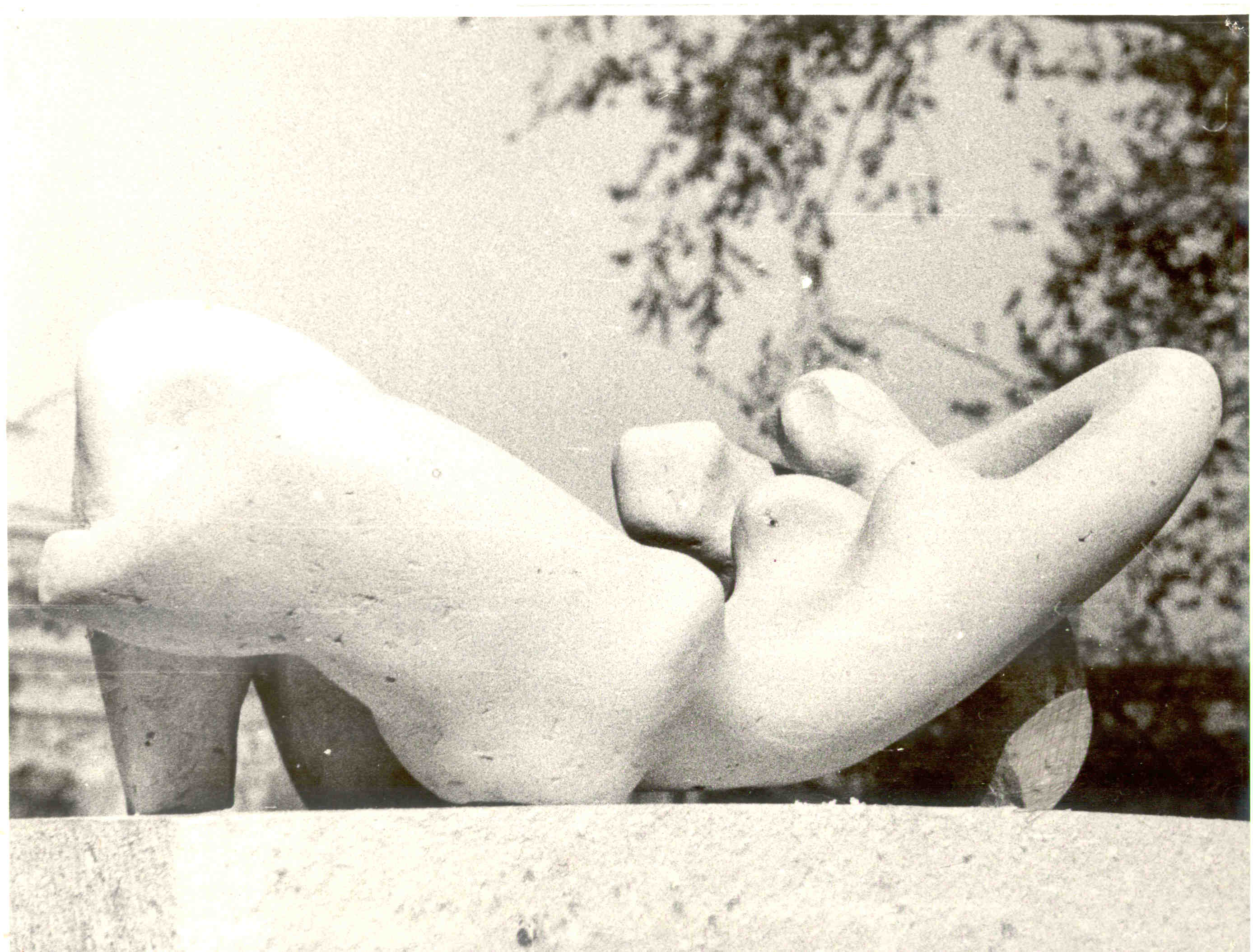
Fleuve, 1970
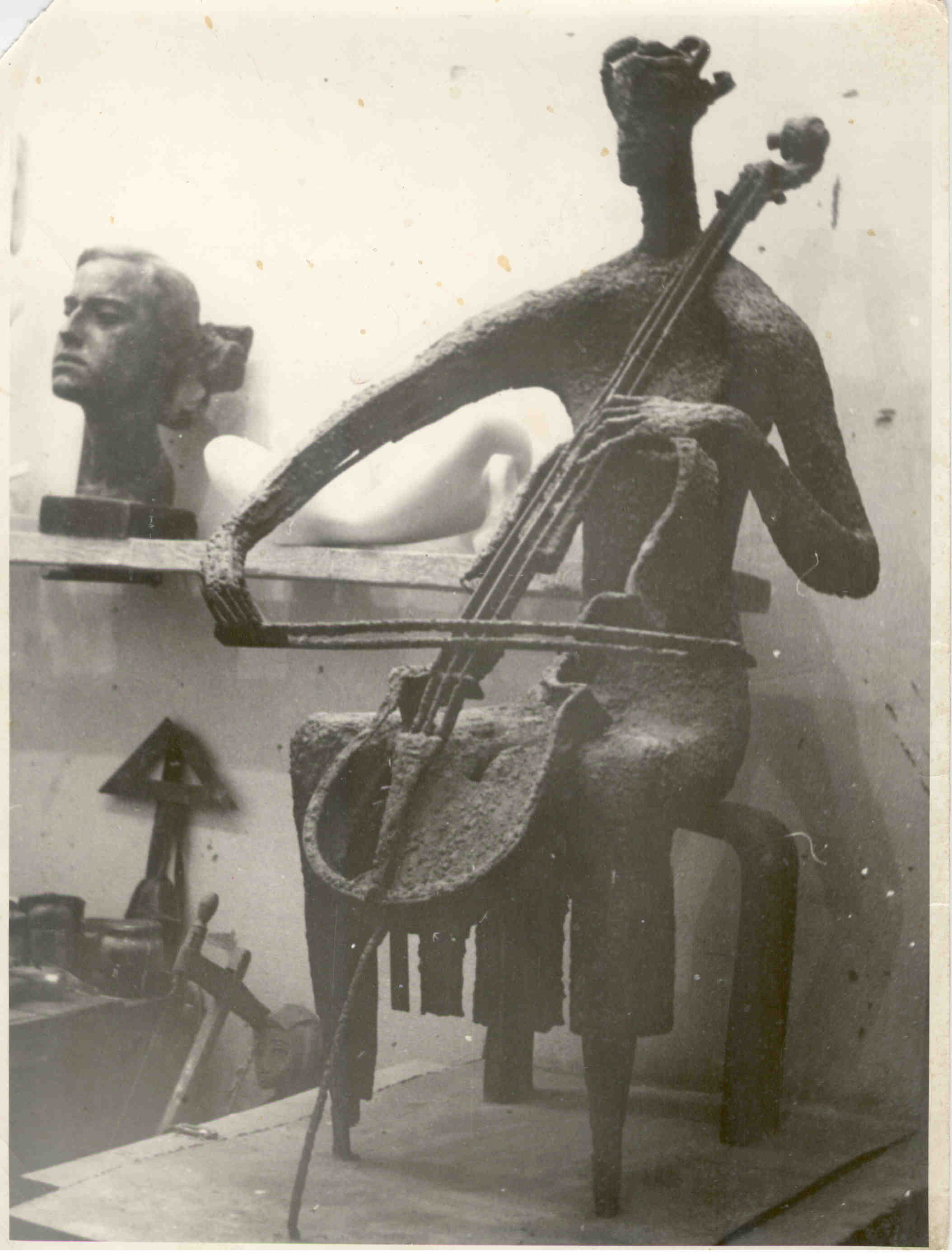
Violoncelliste, 1975
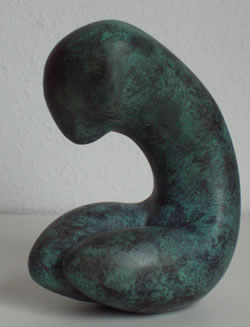
Torse, 1969
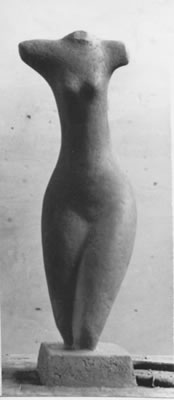
Torse, 1975
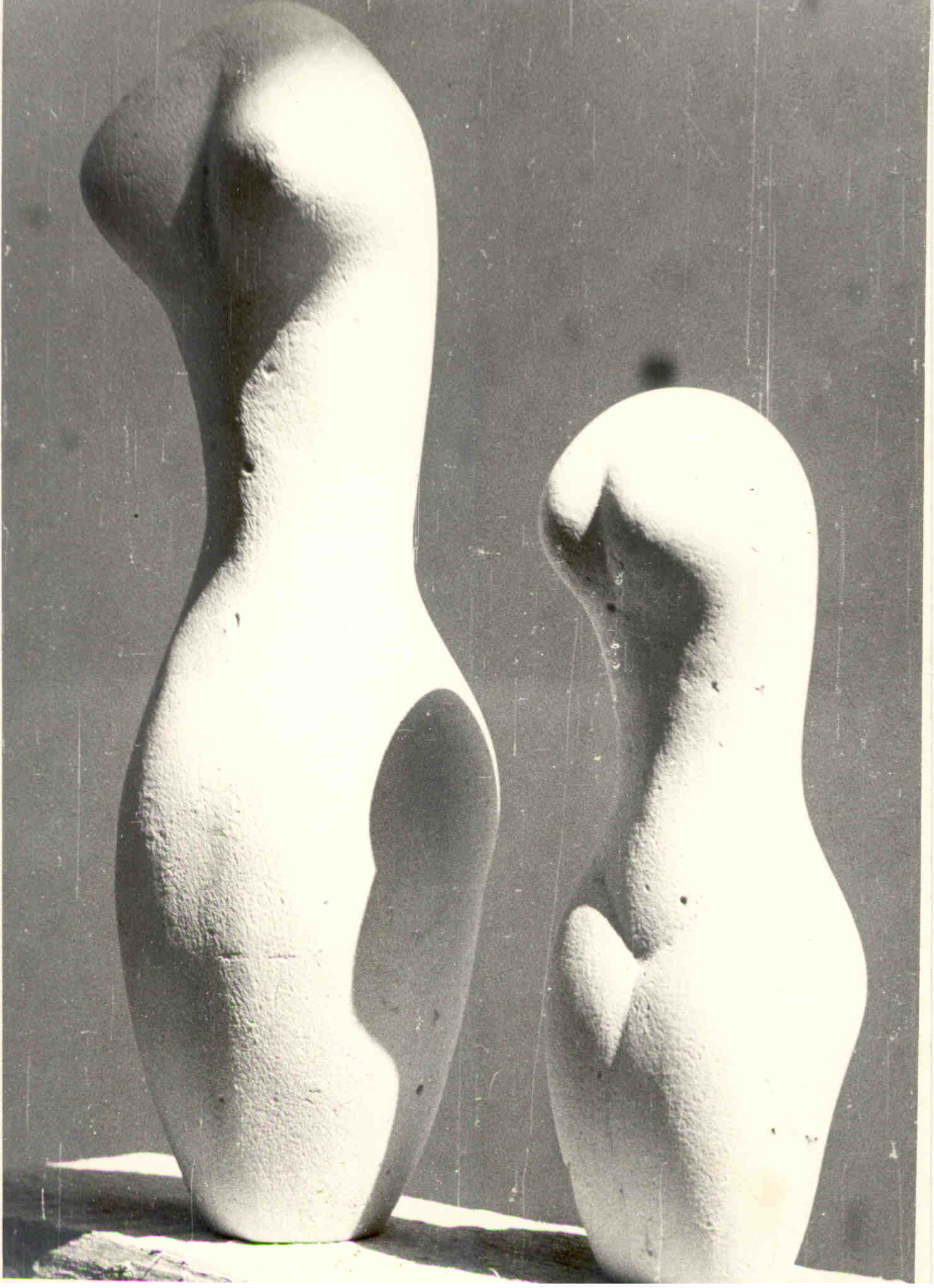
Torse, 1975

## Citations (de ses notes de travail)
- « Même les silhouettes et rythmes pleins de beauté, mais réfléchis et par conséquent ennuyeux, sont aussi des mensonges, un maquillage, si vide et distant. »
- « Seul ce qui est sans passion peut avoir une nature d'éternité. »
- « S'il y a une notion objective de la beauté et si le beau, en l'occurrence, doit rester toujours beau, la création devrait être effectuée conformément aux lois de l'univers. »
- « Ce n'est pas la précocité qui rend une œuvre d'art intemporelle et admirable, mais sa vérité et sa pureté nues et sincères, aussi simples que la Terre elle-même, ouvertes à ceux qui regardent. »
- « En quoi la beauté d'une chose consiste-t-elle ? Peut-être, tout d'abord, en une harmonie, un rythme intérieur et une cohésion, une rationalité et une pertinence cachée. »
- « Pour que votre monde intérieur ait une valeur aux yeux des autres, et non seulement à vos propres yeux, il doit être humain. »
- « Toute œuvre d'art doit receler un mystère. »

## Sources
- (de) Galochkina L. Valentin Galochkin. 2018, Viaprinto, München.  (ISBN 978-3-00-059 305-5) online
- (ru) Галочкина Л. Н. Валентин Галочкин: жизнь и работа скульптора. Из рабочих записей Валентина Галочкина. 2010, Москва, Анкил, 336 с. с илл.,  (ISBN 9785864763049).
- (ru) Объединение московских скульпторов 1992-2007. Каталог произведений московских скульпторов к 15-летию ОМС, изд.МСХ, Москва, 67 стр. с илл., 2007. C. 14
- (uk) Андрієвська В. Л., Беличко Ю. В. На межі 2-3 тисячоліття. Художники Києва. Iз древа життя Українського, образотворче мистецтво. 2009, Києв, Криниця. 523 с.
- (de) Galochkina L. Valentin Galochkin. 2 Volumen. 2007, Hamburg, Fotobuch.de, 653353-H96C13G
- (ru) Вольценбург О. Э. Советский биографический словарь. под. ред. Гориной Т. Н. Москва, Искусство, 1972. С. 399.
- (ru) Опыт как реальность. Конечна Р. Новости МСХ, 2010 (№11)
- (ru) Nikolaï Tomski sur Hiroshima dans Томский Н. В., Шевцов И. М. Прекрасное и народ: сборник статей. Москва, Из-во Академии художеств СССР, 1961, p. 114 lire sur Google Livres